# Красний Яр (Іжморський округ)
Кра́сний Яр (рос. Красный Яр) — село у складі Іжморського округу Кемеровської області, Росія.

## Населення
Населення — 697 осіб (2010; 753 у 2002).
Національний склад (станом на 2002 рік):
- росіяни — 94 %

### Уродженці
- Пирожкова Антоніна Миколаївна (1909—2010) — радянський інженер-будівельник, письменник, мемуарист, дружина письменника Ісака Бабеля.